# Ögonfransgecko
Ögonfransgecko eller fransgecko (Correlophus ciliatus) har fått sitt namn ifrån de fransliknande hudflikar de har runt ögonen. Det är en relativt stor geckoödla med en längd på cirka 20 centimeter.

## Utseende och anatomi
Denna gecko varierar inte bara i färgnyans per individ utan också under sin livstid och tid på dygnet. Det kan liknas vid en kameleonts färgbyten, men sker inte lika plötsligt. Färgerna kan variera mellan grått, grönt, orange, brunt, rött och gult. Starkast färg har de på natten, men färgintensiteten tonas ned framåt morgonen.
De har triangulära huvuden och ögonen saknar ögonlock – något som är ganska vanligt bland geckoödlor – vilket gör att den måste slicka sina ögon för att hålla dem fuktiga. Geckon har även häftlameller under tår och på svansen med vars hjälp den kan klättra på lodräta ytor. Ögonfransgeckon kan släppa sin svans då den blir hotad, men till skillnad från många andra geckoödlor växer svansen inte sedan tillbaka. Kroppssidan är len att ta på men har ett taggigt utseende.

## Utbredning och status
Arten förekommer på ön Nya Kaledonien utanför Australien och är enligt Internationella naturvårdsunionen för närvarande inte utrotningshotad. Tidigare har den dock till och med klassats som utdöd, innan den 1994 igen återfanns på Nya Kaledonien.

## Ekologi och beteende
Trots att temperaturen i Nya Kaledoniens regnskog är omkring 22 °C, vilket är ganska svalt för en reptil, trivs geckon bra där. Den lever bland trädkronorna och har därmed utvecklat en förmåga att kasta sig mellan trädgrenarna med stor precision. Då den är ett nattaktivt djur tillbringar den dagarna undangömd i trädtopparna för att på natten jaga insekter och äta frukter och nektar. Ibland kan man också höra geckon göra pipande ljud. Livslängden i fångenskap brukar ligga runt 20 år.

## Taxonomi
Arten beskrevs första gången 1866 som Correlophus ciliatus av den franska zoologen Alphone Guichenot i artikeln Notice sur un nouveau genre de sauriens de la famille des geckotiens du Muséum de Paris. Emellertid infördes den tillsammans med Correlophus sarasinorum senare i stället i släktet Rhacodactylus, under namnet Rhacodactylus ciliatus. Nya fylogenetiska analyser har emellertid visat att släktet Rhacodactylus inte var monofyletiskt, och att R. ciliatus och R. sarasinorum inte är särskilt nära släkt med de andra arterna i släktet. Dessa båda arter har därför flyttats tillbaka till det ursprungliga släktet Correlophus.

## Som sällskapsdjur
Denna gecko är mycket omtyckt som sällskapsdjur i terrarium då den är lätthanterlig och lugn, inte kräver levande föda, klarar sig utan speciell belysning och trivs bra i rumstemperatur (20–28 °C). Terrariet behöver inte vara större än ca 45 × 45 × 60 cm och inreds med många klättermöjligheter såväl som gömställen. Man bör tänka på att inte ge en ung ödla ett för stort terrarium då det kan resultera i att den äter dåligt. Man bör inte heller ha två hanar i samma terrarium. De kan då bråka med varandra. Det kan sluta ganska allvarligt. Eftersom de får i sig vatten genom att slicka på blad är det viktigt att luftfuktigheten ligger på ca +50 %. Detta hjälper också till när geckon ska ömsa skinn och gör det lättare för den att klättra på till exempel glas.